# トロピン
トロピン（英語: tropine）は、3番炭素に水酸基を持つトロパンの誘導体である。3-トロパノール（英語: 3-tropanol）とも呼ばれる。
ベンザトロピンやエチベンザトロピンは、トロピンの誘導体である。また、コリン作動薬であるアトロピンの構成要素にもなっている。